# Jessica Jones (serial telewizyjny)
Jessica Jones (oryg. Marvel’s Jessica Jones) – amerykański dramatyczny serial superbohaterski z lat 2015–2019 na podstawie komiksów o postaci o tym samym imieniu wydawnictwa Marvel Comics. Twórczynią serialu była Melissa Rosenberg, która również była showrunnerką wszystkich sezonów, a w trzecim sezonie pełniła tę funkcję wraz ze Scottem Reynoldsem. Jessica Jones została wyprodukowana przez ABC Studios, Marvel Television oraz Tall Girls Productions i jest częścią franczyzy Filmowego Uniwersum Marvela.
Tytułową rolę zagrała Krysten Ritter, a w głównych rolach wystąpili również: Mike Colter, Rachael Taylor, Wil Traval, Eka Darville, Erin Moriarty, Carrie-Anne Moss, David Tennant, J.R. Ramirez, Terry Chen, Leah Gibson, Janet McTeer, Benjamin Walker, Sarita Choudhury, Jeremy Bobb i Tiffany Mack.
Pierwszy sezon Jessiki Jones, zamówiony w listopadzie 2013 roku, zadebiutował 20 listopada 2015 roku w serwisie Netflix. W Polsce został on udostępniony 6 stycznia 2016 roku, wraz ze startem tej platformy na rynku polskim. Serial ten powstał w wyniku umowy zawiązanej pomiędzy Marvel Television i Netfliksem, która objęła też seriale Daredevil, Luke Cage i Iron Fist, docelowo prowadzące do miniserii Defenders. W styczniu 2016 roku został zamówiony drugi sezon, którego premiera odbyła się 8 marca 2018 roku. W kwietniu 2018 roku poinformowano o powstawaniu trzeciego sezonu, który zadebiutował 14 czerwca 2019 roku. W lutym 2019 roku Netflix zadecydował o zakończeniu serialu.
Jessica Jones spotkała się z pozytywną reakcją krytyków i została wyróżniona w 2016 roku między innymi podczas ceremonii Peabody Awards, Webby Awards i Hugo Awards.

## Streszczenie
Serial opowiada o Jessice Jones, kobiecie o nadludzkich zdolnościach cierpiącej na zespół stresu pourazowego, która prowadzi własną agencję detektywistyczną. W pierwszym sezonie przychodzi jej się zmierzyć z przeszłością i jej głównym wrogiem Kilgrave’em, który potrafi zawładnąć ludzkim umysłem. W drugim sezonie odkrywa, że jej matka, Alisa, nadal żyje dzięki eksperymentom Karla Malusa. Dowiaduje się też, w jaki sposób nabyła swoje niezwykłe umiejętności. W trzecim sezonie Jones musi się zmierzyć z seryjnym zabójcą, Gregorym Sallingerem, który próbuje udowodnić, że jest ona oszustką, a także ze swoją przybraną siostrą, Trish Walker, która stała się morderczą mścicielką.

## Obsada
| Przegląd                | Przegląd                 | Przegląd                            | Przegląd     | Przegląd     | Przegląd     | Przegląd                  |
| Postać                  | Aktor / aktorka          | Pierwszy odcinek                    | sezon 1      | sezon 2      | sezon 3      | Przypisy                  |
| Główna                  | Główna                   | Główna                              | Główna       | Główna       | Główna       | Główna                    |
| ----------------------- | ------------------------ | ----------------------------------- | ------------ | ------------ | ------------ | ------------------------- |
| Jessica Jones           | Krysten Ritter           | 101 „Alias Damski wieczór”          | główna       | główna       | główna       | [ 4 ] [ 5 ] [ 6 ]         |
| Luke Cage               | Mike Colter              | 101 „Alias Damski wieczór”          | główna       |              | gościnna     | [ 7 ] [ 8 ] [ 9 ]         |
| Trish „Patsy” Walker    | Rachael Taylor           | 101 „Alias Damski wieczór”          | główna       | główna       | główna       | [ 10 ] [ 11 ] [ 6 ]       |
| Malcolm Ducasse         | Eka Darville             | 101 „Alias Damski wieczór”          | główna       | główna       | główna       | [ 12 ] [ 13 ] [ 6 ]       |
| Hope Shlottman          | Erin Moriarty            | 101 „Alias Damski wieczór”          | główna       |              |              | [ 12 ]                    |
| Jeri Hogarth            | Carrie-Anne Moss         | 101 „Alias Damski wieczór”          | główna       | główna       | główna       | [ 14 ] [ 15 ] [ 6 ]       |
| Kevin Thompson Kilgrave | David Tennant            | 101 „Alias Damski wieczór”          | główna       | gościnna     | gościnna     | [ 16 ] [ 17 ] [ 8 ] [ 9 ] |
| Will Simpson            | Wil Traval               | 103 „Alias To się nazywa whiskey”   | główna       | gościnna     |              | [ 12 ] [ 18 ] [ 19 ]      |
| Alisa Jones             | Miriam Shor Janet McTeer | 108 „Alias Co zrobiłaby Jessica?”   | gościnna     | główna       |              | [ 20 ] [ 21 ] [ 22 ]      |
| Oscar Arocho            | J.R. Ramirez             | 201 „Alias Od początku”             |              | główna       | gościnna     | [ 23 ] [ 24 ]             |
| Pryce Cheng             | Terry Chen               | 201 „Alias Od początku”             |              | główna       |              | [ 25 ]                    |
| Inez Green              | Leah Gibson              | 204 „Alias Pozostaje im współczuć”  |              | główna       |              | [ 26 ] [ 27 ]             |
| Erik Gelden             | Benjamin Walker          | 301 „Alias Idealny Burger”          |              |              | główna       | [ 28 ]                    |
| Kith Lyonne             | Sarita Choudhury         | 301 „Alias Idealny Burger”          |              |              | główna       | [ 28 ]                    |
| Gregory Salinger        | Jeremy Bobb              | 301 „Alias Idealny Burger”          |              |              | główna       | [ 28 ]                    |
| Zaya Okonjo             | Tiffany Mack             | 301 „Alias Idealny Burger”          |              |              | główna       | [ 29 ]                    |
| Drugoplanowa            |                          |                                     |              |              |              |                           |
| Nicole                  | Nichole Yannetty         | 101 „Alias Damski wieczór”          | drugoplanowa | gościnna     |              | [ 20 ] [ 30 ]             |
| Pam                     | Susie Abromeit           | 101 „Alias Damski wieczór”          | drugoplanowa |              |              | [ 31 ]                    |
| Wendy Ross-Hogarth      | Robin Weigert            | 101 „Alias Damski wieczór”          | drugoplanowa |              |              | [ 32 ]                    |
| Oscar Clemons           | Clarke Peters            | 102 „Alias Zespół zmiażdżenia”      | drugoplanowa |              |              | [ 33 ]                    |
| Robyn                   | Colby Minifie            | 102 „Alias Zespół zmiażdżenia”      | drugoplanowa |              |              | [ 32 ]                    |
| Ruben                   | Kieran Mulcare           | 102 „Alias Zespół zmiażdżenia”      | drugoplanowa |              |              | [ 32 ]                    |
| Clair                   | Danielle Ferland         | 104 „Alias 99 przyjaciół”           | drugoplanowa |              |              | [ 32 ]                    |
| Donald                  | Paul Pryce               | 104 „Alias 99 przyjaciół”           | drugoplanowa |              |              | [ 32 ]                    |
| Emma                    | Gillian Glasco           | 104 „Alias 99 przyjaciół”           | drugoplanowa |              |              | [ 32 ]                    |
| Jackson                 | Ryan Farrel              | 104 „Alias 99 przyjaciół”           | drugoplanowa |              |              | [ 31 ]                    |
| Louise Thompson         | Lisa Emery               | 104 „Alias 99 przyjaciół”           | drugoplanowa |              |              | [ 32 ]                    |
| Dorothy Walker          | Rebecca De Mornay        | 107 „Alias Dewianci z górnej półki” | gościnna     | drugoplanowa | drugoplanowa | [ 32 ] [ 34 ] [ 28 ]      |
| Albert Thompson         | Michael Siberry          | 108 „Alias Co zrobiłaby Jessica?”   | drugoplanowa |              |              | [ 32 ]                    |
| Griffin Sinclair        | Hal Ozsan                | 201 „Alias Od początku”             |              | drugoplanowa |              | [ 18 ]                    |
| Steven Benowitz         | Maury Ginsberg           | 201 „Alias Od początku”             |              | drugoplanowa | gościnna     | [ 35 ] [ 36 ]             |
| Vido Arocho             | Kevin Chacon             | 201 „Alias Od początku”             |              | drugoplanowa | gościnna     | [ 37 ] [ 38 ]             |
| Eddy Costa              | John Ventimiglia         | 202 „Alias Przedziwny wypadek”      |              | drugoplanowa | drugoplanowa | [ 39 ] [ 28 ]             |
| Ruth Sunday             | Lisa Tharps              | 202 „Alias Przedziwny wypadek”      |              | drugoplanowa |              | [ 40 ]                    |
| Karl Malus              | Callum Keith Rennie      | 205 „Alias Ośmiornica”              |              | drugoplanowa |              | [ 41 ]                    |
| Shane Ryback            | Eden Marryshow           | 208 „Alias Świetna zabawa”          |              | drugoplanowa |              | [ 35 ]                    |
| Char                    | Rachel McKeon            | 213 „Alias Oferta”                  |              | gościnna     | drugoplanowa | [ 42 ] [ 38 ]             |
| Gillian                 | Aneesh Sheth             | 301 „Alias Idealny Burger”          |              |              | drugoplanowa | [ 28 ]                    |
| Grace Bennett           | Jessica Frances Dukes    | 301 „Alias Idealny Burger”          |              |              | drugoplanowa | [ 43 ]                    |
| Brianna „Berry” Gelden  | Jamie Neumann            | 305 „Alias Żałuję”                  |              |              | drugoplanowa | [ 44 ]                    |
| Imada                   | Tina Chilip              | 309 „Alias Dziś coś zrobiłam”       |              |              | drugoplanowa | [ 45 ]                    |

### Główna
- Krysten Ritter jako Jessica Jones, prywatna detektyw o nadludzkich zdolnościach i sile, która cierpi na zespół stresu pourazowego i prowadzi własną agencję detektywistyczną, Alias Investigations[4][5][6]. Elizabeth Cappuccino(inne języki) zagrała młodszą Jessikę[46][47].
- Mike Colter jako Luke Cage, mężczyzna o nadludzkiej sile i niezniszczalnej skórze, którego Jones spotyka w trakcie śledztwa[7][8][9].
- Rachael Taylor jako Trish „Patsy” Walker, była modelka i gwiazda dziecięca używająca pseudonimu „Patsy”, która obecnie pracuje jako prezenterka radiowa. Jest przybraną siostrą Jones i jej najlepszą przyjaciółką[10][11][6]. Catherine Blades zagrała Trish jako dziecko[46], natomiast Audrey Grace Marshall zagrała młodszą Trish[48].
- Wil Traval(inne języki) jako Will Simpson, sierżant nowojorskiej policji[12][18][19].
- Eka Darville(inne języki) jako Malcolm Ducasse, sąsiad Jones, który zmaga się z uzależnieniem od narkotyków[12][13][6].
- Erin Moriarty jako Hope Shlottman, studentka Uniwersytetu Nowojorskiego i klientka Alias Investigations[12].
- Carrie-Anne Moss jako Jeri Hogarth, prawniczka i współwłaścicielka kancelarii, która często zatrudnia Jones przy swoich sprawach[14][15][6].
- David Tennant jako Kevin Thompson / Kilgrave, mężczyzna z przeszłości Jones, który potrafi kontrolować umysły. Urodził się jako Kevin Thompson i jako małe dziecko był poddawany eksperymentom, co wpłynęło na jego moce[16][17][8][9]. James Freedson-Jackson zagrał Kevina jako dziecko[20].
- J.R. Ramirez(inne języki) jako Oscar Arocho, dozorca w budynku, w którym mieszka Jones. Samotnie wychowuje syna, Vido[23][24].
- Terry Chen(inne języki) jako Pryce Cheng, właściciel konkurencyjnej agencji detektywistycznej[25].
- Leah Gibson(inne języki) jako Inez Green, była pielęgniarka, która pracowała w IGH[26][27].
- Janet McTeer jako Alisa Jones, matka Jones, która przeżyła wypadek samochodowy, w którym zginął jej mąż i syn. Razem z córką była poddana eksperymentom medycznym, wskutek czego zyskała nadludzkie zdolności[21][22]. Miriam Shor(inne języki) zagrała gościnnie Alisę w sezonie pierwszym[20].
- Benjamin Walker(inne języki) jako Erik Gelden, mężczyzna, który ma rozwinięte zdolności empatyczne pozwalające mu ocenić poziom zła u innego człowieka[28].
- Sarita Choudhury jako Kith Lyonne, wiolonczelistka i dawna miłość Hogarth[28].
- Jeremy Bobb jako Gregory Salinger, bezlitosny i nieprzeciętnie inteligentny seryjny morderca, który obrał za cel Jessicę Jones, by zdemaskować ją jako „oszustkę”[28].
- Tiffany Mack jako Zaya Okonjo, prawniczka w Hogarth & Associates, z którą spotyka się Ducasse[29].

### Drugoplanowa i gościnna
- Nichole Yannetty jako Nicole, stażystka w programie radiowym Trish Walker[20][30].
- Rebecca De Mornay jako Dorothy Walker, matka Trish Walker i agentka talentów, która została matką zastępczą Jessiki po śmierci jej rodziców[32][34][28].
- Maury Ginsberg(inne języki) jako Steven Benowitz, prawnik i współwłaściciel kancelarii Hogarth, Chao & Benowitz[35][36].
- Kevin Chacon jako Vido Arocho, syn Oscara Arocho[37][38].
- John Ventimiglia(inne języki) jako Eddy Costa, detektyw nowojorskiej policji[39][28].
- Rachel McKeon jako Char, asystentka Jeri Hogarth w kancelarii Hogarth & Associates[42][38].

W drugoplanowych rolach w pierwszym sezonie wystąpili: Robin Weigert jako Wendy Ross-Hogarth, lekarka i żona Jeri Hogarth; Susie Abromeit jako Pam, asystentka Jeri Hogarth i jej kochanka; Colby Minifie jako Robyn, sąsiadka Jones i siostra bliźniaczka Rubena; Kieran Mulcare jako Ruben, sąsiad Jones i brat bliźniak Robyn; Clarke Peters jako Oscar Clemons, detektyw nowojorskiej policji oraz Lisa Emery i Michael Siberry jako Louise i Albert Thompsonowie, naukowcy i rodzice Kilgrave’a. Ofiary Kilgrave’a należące do grupy wsparcia założonej przez Jones zagrali: Danielle Ferland jako Clair, Paul Pryce jako Donald, Gillian Glasco jako Emma i Ryan Farrel jako Jackson.
W drugoplanowych rolach sezonu drugiego pojawili się: Hal Ozsan jako Griffin Sinclair, dziennikarz i podróżnik, który spotykał się z Trish Walker; Lisa Tharps jako Ruth Sunday, detektyw nowojorskiej policji partnerująca Coście; Callum Keith Rennie jako Karl Malus, biogenetyk w IGH, który uratował życie Alisie i Jessice Jones, oraz Eden Marryshow jako Shane Ryback, były chłopak Inez Green, który trafił do więzienia.
Natomiast w sezonie trzecim drugoplanowe role zagrali: Aneesh Sheth jako Gillian, asystentka Jones w Alias Investigations; Jessica Frances Dukes jako Grace Bennett, prezenterka telewizyjna; Jamie Neumann jako Brianna „Berry” Gelden, była prostytutka i siostra Erika, oraz Tina Chilip jako Imada, oficer nowojorskiej policji.
Gościnnie z innych seriali Sagi Defenders swoje role powtórzyli: Royce Johnson jako Brett Mahoney, sierżant nowojorskiej policji i Rosario Dawson jako Claire Temple, pielęgniarka w szpitalu w Hell’s Kitchen, którzy pojawili się w sezonie pierwszym; Elden Henson jako Foggy Nelson, prawnik pracujący w kancelarii Hogarth, Chao & Benowitz i Rob Morgan jako Turk Berrett, drobny kryminalista, którzy zagrali w sezonie drugim, oraz Tijuana Ricks jako Thembi Wallace, reporterka telewizyjna WJBP-TV, która wystąpiła w sezonie drugim i trzecim.

## Emisja
Pierwszy sezon serialu Jessica Jones zadebiutował 20 listopada 2015 roku w serwisie Netflix. Drugi sezon pojawił się na tej platformie 8 marca 2018 roku, natomiast trzeci sezon miał premierę 14 czerwca 2019 roku. Każdy z trzech sezonów liczy po 13 odcinków.
W Polsce całość pierwszego sezonu została udostępniona 6 stycznia 2016 roku, wraz z uruchomieniem serwisu w kraju. Drugi i trzeci sezon zadebiutował w Polsce tego samego dnia, co na całym świecie: 8 marca 2018 i 14 czerwca 2019 roku.
1 marca 2022 roku Jessica Jones wraz z pozostałymi serialami Marvel Television został usunięty z Neflixa na wszystkich rynkach. 16 marca został udostępniony na Disney+ w Stanach Zjednoczonych, Kanadzie, Wielkiej Brytanii, Irlandii, Australii i Nowej Zelandii jako Saga Defenders, natomiast w Polsce pojawił się tam 29 czerwca 2022 roku.
Pierwszy sezon Jessiki Jones został wydany 22 sierpnia 2017 roku na DVD i Blu-ray w Stanach Zjednoczonych przez Walt Disney Studios Home Entertainment.

### Przegląd sezonów
| Sezon | Sezon | Odcinki | Oryginalna emisja (Netflix) | Oryginalna emisja (Netflix) | Dostępność Disney+ | Dostępność Disney+ | Wydanie DVD      | Wydanie DVD    | Wydanie DVD    | Wydanie Blu-ray  | Wydanie Blu-ray |
| Sezon | Sezon | Odcinki | Stany Zjednoczone           | Polska                      | Stany Zjednoczone  | Polska             | Region 1         | Region 2       | Region 4       | Region A         | Region B        |
| ----- | ----- | ------- | --------------------------- | --------------------------- | ------------------ | ------------------ | ---------------- | -------------- | -------------- | ---------------- | --------------- |
|       | 1     | 13      | 20 listopada 2015           | 6 stycznia 2016             | 16 marca 2022      | 29 czerwca 2022    | 22 sierpnia 2017 | 5 grudnia 2016 | 7 grudnia 2016 | 22 sierpnia 2017 | 5 grudnia 2016  |
|       | 2     | 13      | 8 marca 2018                | 8 marca 2018                | 16 marca 2022      | 29 czerwca 2022    | nie wydany       | nie wydany     | nie wydany     | nie wydany       | nie wydany      |
|       | 3     | 13      | 14 czerwca 2019             | 14 czerwca 2019             | 16 marca 2022      | 29 czerwca 2022    | nie wydany       | nie wydany     | nie wydany     | nie wydany       | nie wydany      |

## Lista odcinków

### Sezon 1 (2015)
| №  | Nr | Tytuł                     | Tytuł polski                    | Reżyseria          | Scenariusz                                  | Premiera (Netflix) | Premiera w Polsce (Netflix) |
| -- | -- | ------------------------- | ------------------------------- | ------------------ | ------------------------------------------- | ------------------ | --------------------------- |
| 1  | 1  | AKA Ladies Night          | Alias Damski wieczór            | S.J. Clarkson      | Melissa Rosenberg                           | 20 listopada 2015  | 6 stycznia 2016             |
| 2  | 2  | AKA Crush Syndrome        | Alias Zespół zmiażdżenia        | S. J. Clarkson     | Micah Schraft                               | 20 listopada 2015  | 6 stycznia 2016             |
| 3  | 3  | AKA It’s Called Whiskey   | Alias To się nazywa whiskey     | David Petrarca     | Liz Friedman Scott Reynolds                 | 20 listopada 2015  | 6 stycznia 2016             |
| 4  | 4  | AKA 99 Friends            | Alias 99 przyjaciół             | David Petrarca     | Hilly Hicks Jr.                             | 20 listopada 2015  | 6 stycznia 2016             |
| 5  | 5  | AKA The Sandwich Saved Me | Alias Ta kanapka mnie uratowała | Stephen Surjik     | Dana Baratta                                | 20 listopada 2015  | 6 stycznia 2016             |
| 6  | 6  | AKA You’re a Winner!      | Alias Jesteś zwycięzcą          | Stephen Surjik     | Edward Ricourt                              | 20 listopada 2015  | 6 stycznia 2016             |
| 7  | 7  | AKA Top Shelf Perverts    | Alias Dewianci z górnej półki   | Simon Cellan Jones | Jenna Reback Micah Schraft                  | 20 listopada 2015  | 6 stycznia 2016             |
| 8  | 8  | AKA WWJD?                 | Alias Co zrobiłaby Jessica?     | Simon Cellan Jones | Scott Reynolds                              | 20 listopada 2015  | 6 stycznia 2016             |
| 9  | 9  | AKA Sin Bin               | Alias Ławka kar                 | John Dahl          | Jamie King Dana Baratta                     | 20 listopada 2015  | 6 stycznia 2016             |
| 10 | 10 | AKA 1,000 Cuts            | Alias Tysiąc ran                | Rosemary Rodriguez | Dana Baratta Micah Schraft                  | 20 listopada 2015  | 6 stycznia 2016             |
| 11 | 11 | AKA I’ve Got the Blues    | Alias Gra w niebieskie          | Uta Briesewitz     | Scott Reynolds Liz Friedman                 | 20 listopada 2015  | 6 stycznia 2016             |
| 12 | 12 | AKA Take a Bloody Number  | Alias Weź numerek               | Billy Gierhart     | Hilly Hicks Jr.                             | 20 listopada 2015  | 6 stycznia 2016             |
| 13 | 13 | AKA Smile                 | Alias Uśmiechnij się            | Michael Rymer      | Scott Reynolds Melissa Rosenberg Jamie King | 20 listopada 2015  | 6 stycznia 2016             |

### Sezon 2 (2018)
| №  | Nr | Tytuł                                        | Tytuł polski                            | Reżyseria          | Scenariusz                     | Premiera (Netflix) | Premiera w Polsce (Netflix) |
| -- | -- | -------------------------------------------- | --------------------------------------- | ------------------ | ------------------------------ | ------------------ | --------------------------- |
| 14 | 1  | AKA Start at the Beginning                   | Alias Od początku                       | Anna Foerster      | Melissa Rosenberg              | 8 marca 2018       | 8 marca 2018                |
| 15 | 2  | AKA Freak Accident                           | Alias Przedziwny wypadek                | Minkie Spiro       | Aida Mashaka Croal             | 8 marca 2018       | 8 marca 2018                |
| 16 | 3  | AKA Sole Survivor                            | Alias Jedyna, która przeżyła            | Mairzee Almas      | Lisa Randolph                  | 8 marca 2018       | 8 marca 2018                |
| 17 | 4  | AKA God Help the Hobo                        | Alias Pozostaje im współczuć            | Deborah Chow       | Jack Kenny                     | 8 marca 2018       | 8 marca 2018                |
| 18 | 5  | AKA The Octopus                              | Alias Ośmiornica                        | Millicent Shelton  | Jamie King                     | 8 marca 2018       | 8 marca 2018                |
| 19 | 6  | AKA Facetime                                 | Alias Na pokaz                          | Jet Wilkinson      | Raelle Tucker                  | 8 marca 2018       | 8 marca 2018                |
| 20 | 7  | AKA I Want Your Cray Cray                    | Alias Zaszaleć z tobą chcę              | Jennifer Getzinger | Hilly Hicks Jr.                | 8 marca 2018       | 8 marca 2018                |
| 21 | 8  | AKA Ain’t We Got Fun                         | Alias Świetna zabawa                    | Zetna Fuentes      | Gabe Fonseca                   | 8 marca 2018       | 8 marca 2018                |
| 22 | 9  | AKA Shark in the Bathtub, Monster in the Bed | Alias Rekin w wannie, potwór w łóżku    | Rosemary Rodriguez | Jenny Klein                    | 8 marca 2018       | 8 marca 2018                |
| 23 | 10 | AKA Pork Chop                                | Alias Schabowy                          | Neasa Hardiman     | Aida Mashaka Croal             | 8 marca 2018       | 8 marca 2018                |
| 24 | 11 | AKA Three Lives and Counting                 | Alias Na trzech trupach się nie skończy | Jennifer Lynch     | Jack Kenny Lisa Randolph       | 8 marca 2018       | 8 marca 2018                |
| 25 | 12 | AKA Pray For My Patsy                        | Alias Módlcie się za moją Patsy         | Liz Friedman       | Raelle Tucker Hilly Hicks Jr.  | 8 marca 2018       | 8 marca 2018                |
| 26 | 13 | AKA Playland                                 | Alias Oferta                            | Uta Briesewitz     | Jesse Harris Melissa Rosenberg | 8 marca 2018       | 8 marca 2018                |

### Sezon 3 (2019)
| №  | Nr | Tytuł                               | Tytuł polski                              | Reżyseria          | Scenariusz                                | Premiera (Netflix) | Premiera w Polsce (Netflix) |
| -- | -- | ----------------------------------- | ----------------------------------------- | ------------------ | ----------------------------------------- | ------------------ | --------------------------- |
| 14 | 1  | AKA The Perfect Burger              | Alias Idealny Burger                      | Michael Lehmann    | Melissa Rosenberg                         | 14 czerwca 2019    | 14 czerwca 2019             |
| 15 | 2  | AKA You’re Welcome                  | Alias Nie ma za co                        | Krysten Ritter     | Hilly Hicks Jr.                           | 14 czerwca 2019    | 14 czerwca 2019             |
| 16 | 3  | AKA I Have No Spleen                | Alias Nie mam śledziony                   | Anton Cropper      | Lisa Randolph                             | 14 czerwca 2019    | 14 czerwca 2019             |
| 17 | 4  | AKA Customer Service is Standing By | Alias Obsługa klienta przyjmie zamówienie | Liesl Tommy        | Jamie King                                | 14 czerwca 2019    | 14 czerwca 2019             |
| 18 | 5  | AKA I Wish                          | Alias Żałuję                              | Mairzee Almas      | Jason Holtham                             | 14 czerwca 2019    | 14 czerwca 2019             |
| 19 | 6  | AKA Sorry Face                      | Alias Mina wyrażająca skruchę             | Tim Iacofano       | Jesse Harris                              | 14 czerwca 2019    | 14 czerwca 2019             |
| 20 | 7  | AKA The Double Half-Wappinger       | Alias Podwójny pół-wrappinger             | Larry Teng         | Nancy Won                                 | 14 czerwca 2019    | 14 czerwca 2019             |
| 21 | 8  | AKA Camera Friendly                 | Alias Przyjazna dla kamery                | Stephen Surjik     | Scott Reynolds                            | 14 czerwca 2019    | 14 czerwca 2019             |
| 22 | 9  | AKA I Did Something Today           | Alias Dziś coś zrobiłam                   | Jennifer Getzinger | Lisa Randolph                             | 14 czerwca 2019    | 14 czerwca 2019             |
| 23 | 10 | AKA Hero Pants                      | Alias Zabawa w bohatera                   | Sanford Bookstaver | Hilly Hicks Jr. Jamie King                | 14 czerwca 2019    | 14 czerwca 2019             |
| 24 | 11 | AKA Hellcat                         | Alias Hellcat                             | Jennifer Getzinger | Jane Espenson                             | 14 czerwca 2019    | 14 czerwca 2019             |
| 25 | 12 | AKA A Lotta Worms                   | Alias Sporo tych robaków                  | Sarah Boyd         | Scott Reynolds                            | 14 czerwca 2019    | 14 czerwca 2019             |
| 26 | 13 | AKA Everything                      | Alias Zrobię wszystko                     | Neasa Hardiman     | Melissa Rosenberg Lisa Randolph Nancy Won | 14 czerwca 2019    | 14 czerwca 2019             |

## Produkcja

### Rozwój projektu

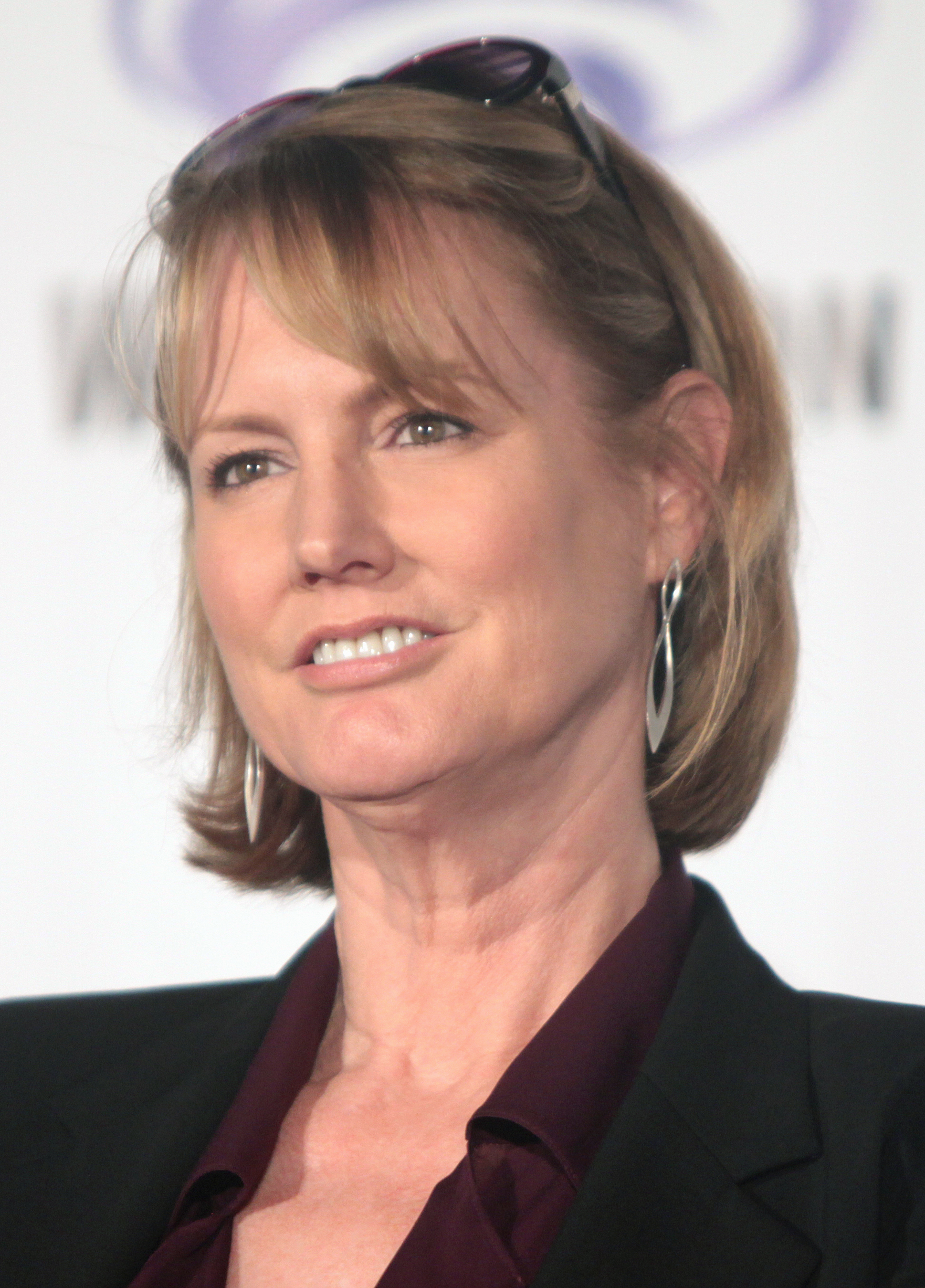
Melissa Rosenberg, twórczyni i showrunnerka serialu

W grudniu 2010 roku poinformowano, że Melissa Rosenberg rozpoczęła pracę nad serialem AKA Jessica Jones dla stacji ABC. W produkcję serialu zaangażowana została jej wytwórnia Tall Girls Productions, a także ABC Studios i Marvel Television. Produkcja ta miała powstać na podstawie serii komiksów Alias, której główną bohaterką jest Jessica Jones. Planowano, by serial zadebiutował w 2011 roku, a producentami wykonawczymi poza Rosenberg zostali Jeph Loeb, Alan Fine, Joe Quesada i Howard Klein, natomiast Brian Michael Bendis, twórca komiksów Alias, został konsultantem. W 2011 roku podczas San Diego Comic-Conu Loeb wyjawił, że serial będzie opowiadać „o gasnącej superbohaterce, która odbudowuje swoje życie jako prywatna detektyw w Nowym Jorku”, oraz że pojawią się w nim postacie takie, jak Luke Cage i Carol Danvers. W listopadzie Rosenberg wyjawiła, że ma nadzieję, że serial pojawi się na antenie ABC w 2012 roku. Ujawniła ponadto, że Luke Gage będzie ważną postacią oraz że ich córka Danielle pojawi się na pewnym etapie serialu. Poinformowała również, że akcja serialu będzie toczyć się w Filmowym Uniwersum Marvela. W maju 2012 roku Paul Lee, prezes ABC, poinformował, że stacja zrezygnowała z serialu. Jeszcze w tym samym roku Rosenberg szukała stacji chętnej do zakupienia serialu.
W październiku 2013 roku podano do informacji, że w przygotowaniu są seriale na podstawie publikacji wydawnictwa Marvel Comics, które łącznie mają mieć 60 odcinków. Miesiąc później poinformowano, że będą to Daredevil, Jessica Jones, Luke Cage i Iron Fist, które doprowadzą do miniserii Defenders; ich dystrybutorem został Netflix, a za produkcję odpowiadać miały ABC Studios i Marvel Television. W tym samym miesiącu poinformowano, że Rosenberg będzie twórczynią i showrunnerką serialu o Jessice Jones oraz że ma dostosować swój pierwotny projekt do nowego formatu. Tall Girls Productions również było zaangażowane w produkcję serialu. W grudniu 2014 roku ujawniono, że serial będzie nosił tytuł Marvel’s A.K.A. Jessica Jones, jednak w czerwcu 2015 roku podjęto decyzję o skróceniu tytułu do Marvel’s Jessica Jones.
W styczniu 2015 roku Ted Sarandos, prezes Netfliksa, zapewnił, że wszystkie seriale tworzone przy współpracy z Marvelem mają szansę na kolejne sezony. W listopadzie Rosenberg ujawniła, że Marvel Television i Netflix rozważają potencjalne umiejscowienie drugiego sezonu Jessiki Jones, jednak przyznała, że jest mało prawdopodobne, by pojawił się on przed crossoverem Defenders, co potwierdził w lipcu Sarandos. 17 stycznia 2016 roku poinformowano, że został zamówiony drugi sezon, a 12 kwietnia 2018 roku wyjawiono, że Netflix zamówił trzeci sezon serialu. Pod koniec czerwca tego samego roku potwierdzono, że Rosenberg powróci jako showrunner tego sezonu. Scott Reynolds został współshowrunnerem. W lutym 2019 roku poinformowano o zakończeniu serialu na trzecim sezonie.
Producentami wykonawczymi wszystkich trzech sezonów serialu byli: Rosenberg, Loeb, Fine, Quesada, Klein, Bendis i Stan Lee. W przypadku pierwszego i drugiego sezonu stanowisko to obejmował również Jim Chory, a Karim Zreik był producentem wykonawczym sezonu drugiego i trzeciego. Ponadto Liz Friedman, Allie Goss, Kris Henigman, Cindy Holland byli producentami wykonawczymi pierwszego sezonu, Jack Kenny i Raelle Tucker – drugiego, a Reynolds i Hilly Hicks Jr. – trzeciego. S.J. Clarkson była producentką wykonawczą pierwszego odcinka serialu. Natomiast producentem był Tim Iacofano.

### Scenariusz
Nad scenariuszem do poszczególnych odcinków pracowali: Melissa Rosenberg, Micah Schraft, Liz Friedman, Scott Reynolds, Hilly Hicks Jr., Dana Baratta, Edward Ricourt, Jenna Reback, Jamie King, Aida Mashaka Croal, Lisa Randolph, Jack Kenny, Raelle Tucker, Gabe Fonseca, Jenny Klein, Jesse Harris, Jason Holtham, Jesse Harris, Nancy Won i Jane Espenson.
Rosenberg uznała, że forma serialu telewizyjnego zapewniła jej większą swobodę w „opowiadaniu historii” niż to, co zrobił Brian Michael Bendis w serii komiksów Alias. Powiedziała, że „zaczęliśmy od niesamowitego materiału źródłowego [Bendisa], a Jessica Jones nie jest oczywiście tak dobrze znana na świecie jak Daredevil i wszyscy inni, więc naprawdę pozwala to na dużą swobodę. Istnieją jedynie ograniczenia dotyczące uniwersum Marvela według pewnych zasad mitologii”. Rosenberg przyznała, że w obecnej formie serial bardzo różni się od wersji, którą opracowała dla ABC ze względu na odmienną mitologię Filmowego Uniwersum Marvela.
Rosenberg zaprosiła Bendisa do pokoju scenarzystów serialu na początku procesu pisania, by scenarzyści mogli zadać mu wszelkie pytania dotyczące postaci. Bandis po spotkaniu stwierdził, że „zadawali właściwe pytania i to dobry znak”. Zwrócił uwagę również, że Rosenberg inaczej niż on podeszła do postaci, kwestii gwałtu i molestowania, na co odpowiedział, że dokonał „wtedy dobrego wyboru dla siebie jako scenarzysty, a oni teraz dokonują właściwego wyboru dla nich jako scenarzystów. Pomyślałem o tym, jak wiele się zmieniło i ile rzeczy nie zostało poruszone w Jessice, kiedy to zostanie poruszone? Pomyślałem, że Melissa i scenarzyści są właściwymi osobami do tego, a to medium lepiej nadaje się do opowiedzenia tego rodzaju historii”.
Opisując klimat serialu, Jeph Loeb powiedział: „Kiedy po raz pierwszy zaczęliśmy rozmawiać o Daredevilu (2015–2018), obiecaliśmy, że będziemy opowiadać historię, która będzie najpierw dramatem kryminalnym, a potem serialem o superbohaterach. Teraz mamy bardziej thriller psychologiczny. To przemawia, zwłaszcza kiedy pomyślisz o tym, co przydarzyło się Jessice i co zniszczyło jej życie oraz o tym, jak próbowała je poskładać w całość, a potem będzie musiała stawić czoła osobie, która zdekonstruowała jej świat, zaczynasz od tego bardzo potężnego i emocjonalnego punktu”. Dodał też, że za inspirację posłużyły filmy noir z lat 40. i Chinatown (1974).
Pisząc scenariusze do drugiego sezonu podczas wyborów prezydenckich w Stanach Zjednoczonych w 2016 roku, Rosenberg zauważyła, że „była po prostu wściekła” oraz że ona i zespół scenarzystów próbowali wykorzystać „wściekłość, którą Hillary [Clinton] musiała odczuwać każdego dnia” i przelać ją na postacie w serialu. Wraz z premierą Defenders przed sezonem, Rosenberg wykorzystała go jako okazję do pomocy w „przygotowaniu” elementów sezonu, współpracując w tym celu z producentami wykonawczymi i scenarzystami miniserialu, Marco Ramirezem i Douglasem Petrie. Rosenberg uznała, że „jest wiele do odkrycia zarówno w jej [Jessiki Jones] historii, jak i w jej teraźniejszości”. Stwierdziła, że jest „to bardzo zniszczona postać, jej obrażenia wykraczają poza Kilgrave’a”.
Zależało jej, by po pierwszym i drugim sezonie, w których zagłębiała się w przeszłość Jessiki, pokazać w trzecim, że „to w tym sezonie idzie ona do przodu i znajduje swoje miejsce na świecie”. Rosenberg wyjawiła, że sezon trzeci opowiada o Jessice, która „próbuje żyć zgodnie ze słowami swojej matki”. Dla Rosenberg podobnie, jak w przypadku poprzednich sezonów, ważna była relacja Jessiki z Trish. W trzecim sezonie chciała jednak, aby znalazła się ona „na pierwszym planie”. W pierwszym i drugim sezonie to Trish była „kompasem moralnym” Jessiki, „ponieważ Jessica zawsze żyła w świecie odcieni szarości, podczas gdy Trish miała znacznie większą perspektywę”. W momencie, gdy Trish zyskała nadludzkie zdolności, „jej wyobrażenie o tym, kim jest bohater, jest bardzo czarno-białe, dobro czy zło, podczas gdy część zmagań Jessiki polega na tym: skąd wiesz, kto jest dobry, a kto zły i co jest dobre, a co złe?”

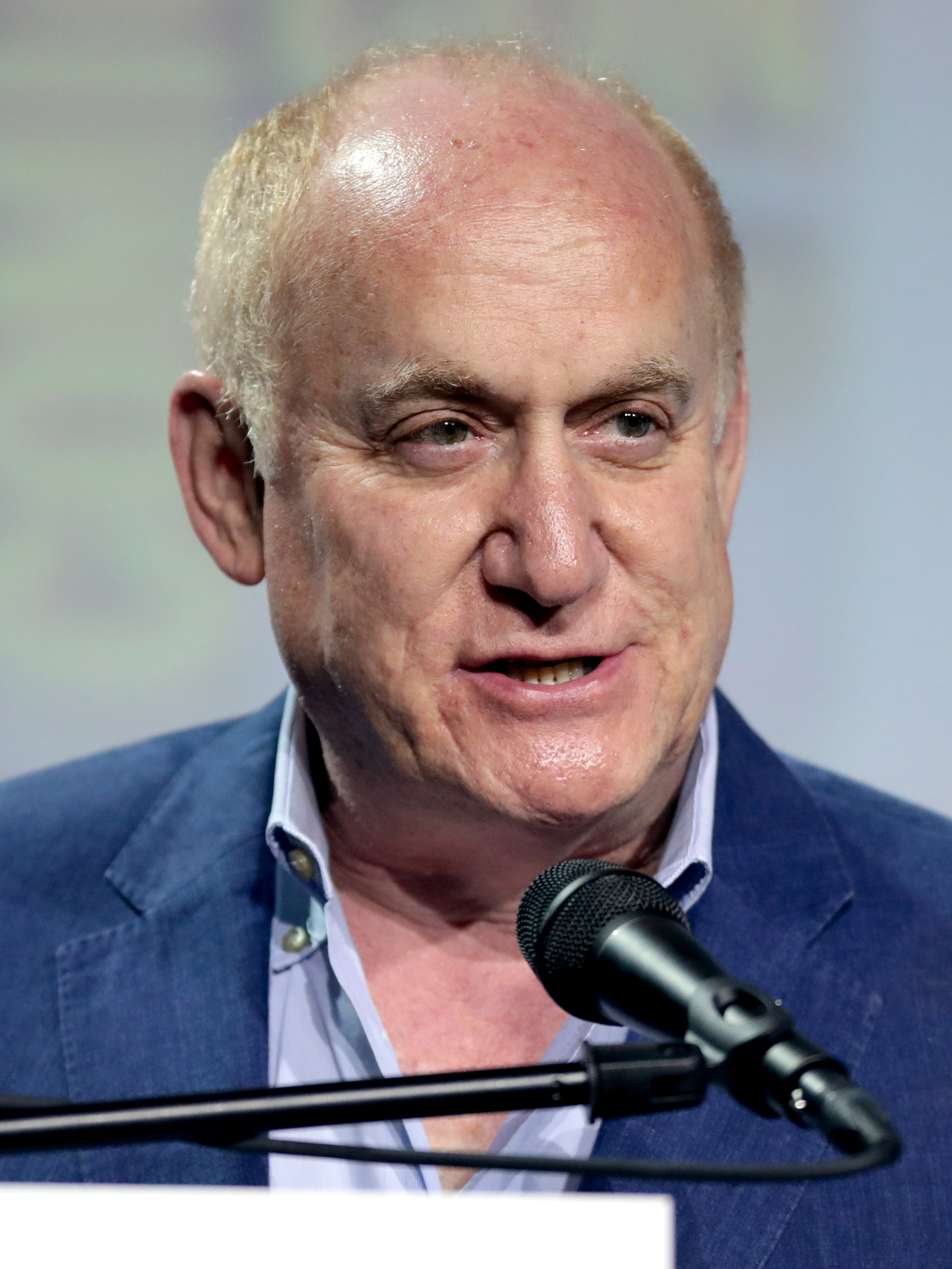
Jeph Loeb, szef Marvel Television i producent wykonawczy serialu

Jessica Jones była drugim, po Daredevilu, z seriali Marvela na Netfliksie, a po nim pojawiły się Luke Cage i Iron Fist, co docelowo prowadziło do miniserialu Defenders. W listopadzie 2013 roku dyrektor generalny The Walt Disney Company, Robert Iger, stwierdził, że jeśli postacie okażą się popularne w serwisie Netflix, to „jest całkiem możliwe, że powstaną filmy fabularne”, co Sarandos potwierdził w lipcu 2015 roku. W grudniu 2014 roku Loeb wyjaśnił, że „w uniwersum Marvela są tysiące bohaterów wszelkich kształtów i rozmiarów, ale Avengersi są tutaj, by ocalić wszechświat, a Daredevil [czy Jessica Jones] jest tutaj, by ocalić okolicę... Akcja dzieje się w Filmowym Uniwersum Marvela. Wszystko jest ze sobą powiązane. Ale to niekoniecznie oznacza, że spojrzymy w niebo i zobaczymy [Iron Mana]. To po prostu inna część Nowego Jorku, której jeszcze nie widzieliśmy w filmach Marvela”. W przypadku konkretnych crossoverów z Daredevilem, którego prace nad pierwszym sezonem zakończyły się, zanim Jessica Jones zaczęto proces castingów, Loeb powiedział, że „są w tym samym obszarze. W niektórych przypadkach w tej samej okolicy. Jedna z rzeczy jest dla nas ważna jest to, że kiedy wchodzisz na komisariat, jest to ten sam komisariat. Kiedy idziesz do szpitala, zaczynasz widzieć tych samych ludzi. [Ale] nie chcemy, żeby ludzie nagle mówili: „czekaj, czy to Matt Murdock spacerując ulicą? Bo to będzie dziwne i na swój sposób fałszywe”. Rosenberg zauważyła, że „Jessica Jones to serial bardzo, bardzo odmienny od Daredevila. Istniejemy w tym samym uniwersum [i] mitologia wszechświata jest ze sobą powiązana, ale [te seriale] wyglądają zupełnie inaczej, tonalnie są bardzo różne”.
W marcu 2015 roku Loeb wypowiadał się na temat możliwości połączenia serialu z filmami i serialami emitowanym przez ABC, mówiąc: „Tak, jak to jest teraz, w ten sam sposób, w jaki nasze filmy zaczynały jako samodzielne twory, aż z czasem dotarliśmy do Avengers i bardziej możliwe stało się dla Kapitana Ameryki wykonanie małego crossovera w Thorze 2 (2013) i pojawienie się Bruce’a Bannera na końcu Iron Mana 3 (2013). Musimy na to zapracować. Publiczność potrzebuje czasu by zrozumieć, kim są wszystkie te postacie i jaki jest świat, zanim zacznie się kombinować dokąd zmierza”. W trakcie pracy na scenariuszem do Avengers: Wojny bez granic (2018), Christopher Markus i Stephen McFeely dyskutowali o włączeniu Daredevila, Jessiki Jones, Iron Fista i Luke’a Cage’a do scen filmu rozgrywających się w Nowym Jorku, ale uznali, że włączenie ich jako cameo nie zadowoliłoby widzów. W styczniu 2024 roku Brad Winderbaum, który odpowiada w Marvel Studios za streaming, telewizję i animację, potwierdził, że Jessica Jones wraz z pozostałymi serialami produkowanymi dla Netfliksa należą do „Świętej Chronologii”, poświadczając tym samym ich kanoniczność w Filmowym Uniwersum Marvela.

### Casting
W listopadzie 2014 roku ujawniono, że o rolę Jessiki Jones ubiegają się: Krysten Ritter, Alexandra Daddario, Teresa Palmer, Jessica De Gouw i Marin Ireland, a o rolę Luke’a Cage’a, walczą: Lance Gross, Mike Colter i Cleo Anthony. W grudniu poinformowano, że Ritter otrzymała rolę tytułowej bohaterki, a Colter wystąpi jako Luke Cage. W styczniu 2015 roku poinformowano, że w serialu zagrają David Tennant jako Kilgrave i Rachael Taylor jako Trish Walker. Postać Trish Walker zastąpiła oryginalnie planowane pojawienie się w serialu Carol Danvers, ze względu na planowany już w tym czasie film o tej superbohaterce. W lutym do obsady dołączyli: Carrie-Anne Moss jako Jeri Hogarth, Eka Darville jako Malcolm Ducasse, Erin Moriarty jako Hope Shlottman i Wil Traval jako Will Simpson.
W styczniu 2016 roku poinformowano, że Ritter, Taylor i Moss, powrócą w sezonie drugim. W kwietniu 2017 roku do głównej obsady dołączyła Janet McTeer jako Alisa Jones oraz że Traval powróci gościnnie jako Will Simpson. W maju poinformowano, że Darville powróci w roli Malcolma Ducasse’a. W lipcu do głównej obsady dołączyli Leah Gibson jako Inez Green i J.R. Ramirez jako Oscar Arocho. W marcu 2018 roku ujawniono, że Terry Chen zagra Pryce’a Chenga. W sierpniu wyjawiono, że Tennant wystąpi gościnnie jako Kilgrave.
W kwietniu 2018 roku poinformowano, że Ritter, Taylor, Darville i Moss powrócą w trzecim sezonie. W maju 2019 roku ujawniono, że w głównych rolach wystąpią również Benjamin Walker jako Erik Gelden, Sarita Choudhury jako Kith Lyonne, Jeremy Bobb jako Gregory Salinger i Tiffany Mack jako Zaya Okonjo. Ponadto Ramirez, Colter i Tennant pojawili się gościnnie w swoich rolach.

### Zdjęcia i postprodukcja
W lutym 2014 roku poinformowano, że serial będzie kręcony w Nowym Jorku. W kwietniu tego samego roku Joe Quesada uściślił, że będą to przede wszystkim okolice Brooklynu i Long Island City, które nadal przypominają stare Hell’s Kitchen. Zdjęcia do pierwszego sezonu rozpoczęły się w lutym 2015 roku w Lehman College na Bronksie pod roboczym tytułem Violet, a prace na planie zakończono w drugiej połowie sierpnia tego samego roku. Za zdjęcia odpowiadał Manuel Billeter. Scenografią zajął się Loren Weeks, a kostiumy zaprojektowała Stephanie Maslansky.
Prace na planie drugiego sezonu rozpoczęły się 3 kwietnia 2017 roku w Nowym Jorku ponownie pod roboczym tytułem Violet, a zakończyły się 14 września tego samego roku. Za zdjęcia odpowiadał Billeter. Scenografię przygotowała Judy Rhee, a kostiumy zaprojektowała Elisabeth Vastola. Zdjęcia do sezonu trzeciego rozpoczęły się pod koniec czerwca 2018 roku w Nowym Jorku również pod roboczym tytułem Violet. W lutym 2019 roku poinformowano, że prace na planie się zakończyły. Za zdjęcia odpowiadali Billeter i Petr Hlinomaz. Scenografią zajęła się Toni Barton, a przy kostiumach ponownie pracowała Vastola.
Efektami specjalnymi w serialu zajmowało się studio Shade VFX, a odpowiadał za nie Bryan Goswin.
Sekwencja tytułowa została stworzona przez Imaginary Forces. Wykorzystuje ona grafiki Davida Macka, twórcy okładek oryginalnej serii komiksów Alias i „zabiera [widza] dookoła bardziej obskurnych zakątków Hell’s Kitchen w stylu noir, jakby widziane oczami Jessiki”. Arisu Kashiwagi, główna projektantka sekwencji tytułowej z Imaginary Forces, „zainspirowała się całą zmieniającą się aktywnością i wzorami w rzędach okien [w budynkach w stylu nowojorskim] – wzorami światła, koloru, narracji i graficznych sylwetek. To niesamowite, ile możesz zobaczyć i ile jest okien z szeroko otwartymi roletami”. Zainsprowała się również Nocnymi oknami Edwarda Hoppera i twórczością Gerharda Richtera. By odróżnić tę sekwencję od innych inspirowanych malarstwem, Kashiwagi zdecydowała się przyjąć „bardziej nowoczesny, abstrakcyjny” wygląd, jednocześnie oddając ducha akwareli Davida Macka z komiksów Alias. Jeśli chodzi o koncepcję projektu, przyznała, że oparli ją „na zespole stresu pourazowego Jessiki i alkoholizmie, jej rozmytym, zawodnym punkcie widzenia i przełożyliśmy to wizualnie za pomocą pociągnięć farby, które rozmazują i zaciemniają sceny tylko w małych fragmentach kadru, albo zasłoniętych przez element pierwszego planu, albo znajdujących się wewnątrz kadru”. Michelle Dougherty, dyrektor kreatywna projektu, nawiązała do sekwencji tytułowej filmu Okno na podwórze (1954) Alfreda Hitchcocka, która pomogła w stworzeniu „wrażenia podglądania”, a także w „wykorzystaniu miasta jako postaci” w celu uwypuklenia „ciemnych miejsc”, w których Jones prowadzi śledztwa.

## Muzyka
W lipcu 2015 roku poinformowano, że Sean Callery skomponuje muzykę do serialu. Jamie Forsyth pracował wspólnie z Callerym nad kilkoma utworami do pierwszego sezonu. Callery powrócił jako kompozytor, pracując zarówno przy sezonie drugim i trzecim.
Callery określił ścieżkę dźwiękową w produkcji jako „eksperyment neo-noir”. Początkowo sam nie wiedział, jak brzmi muzyka w stylu „neo-noir”. Przyznał, że jako dziecko oglądał z rodzicami wiele filmów noir i postanowił do nich wrócić, by „zyskać pomysły na to, co mógłbym zrobić w tym serialu”. Dodał jednak, że „to nie było tak, że poszedłem do kina, żeby dowiedzieć się, jakie brzmienie ma Jessica Jones. To nie jest to, co się stało. Dźwięku musiałem szukać samodzielnie, ale nie baliśmy się porównania do starszych filmów noir”. Uznał, że „było coś bardzo intymnego [w świecie Jones], a każdy głos miał być bardzo specyficzny. Jeśli była to gitara, fortepian lub kontrabas, musiało to być bardzo osobiste”. Jako inspirację wymienił Melissę Rosenberg, z którą dużo rozmwiał „o tej postaci, tonie i wyglądzie”. Dopiero po przeczytaniu scenariuszy do kilku odcinków usiadł do pracy nad muzyką „i w pewnym sensie wyczarowywać i próbować bawić się tym, jak moim zdaniem mogłoby wyglądać brzmienie tej postaci i jej świata”. W drugim sezonie skupił się na relacji pomiędzy Jessiką i jej matką, stwierdzając, że „czasami pojawia się między nimi duże napięcie, niemal wrogie, i trzeba znaleźć sposób, by przekazać, że się kochają, kiedy pojawiają się tarcia”. Kontynuował, że „czasami dzieje się tak poprzez dźwiękowo zaprojektowany element, który przeplata się z elementami organicznymi. To trochę rzeźbienia i tak naprawdę nie wiesz, że to masz, dopóki tego nie usłyszysz i nie odbije się to emocjonalnie”.
Album z muzyką do pierwszego sezonu, Marvel’s Jessica Jones: Original Soundtrack Album, został wydany cyfrowo 3 czerwca 2016 roku przez Marvel Music. Natomiast Marvel’s Jessica Jones Season Two: Original Soundtrack Album wydano 16 marca 2018 roku przez Hollywood Records i Marvel Music, a Marvel’s Jessica Jones Season Three: Original Soundtrack Album – 19 lipca 2019 roku.

## Promocja

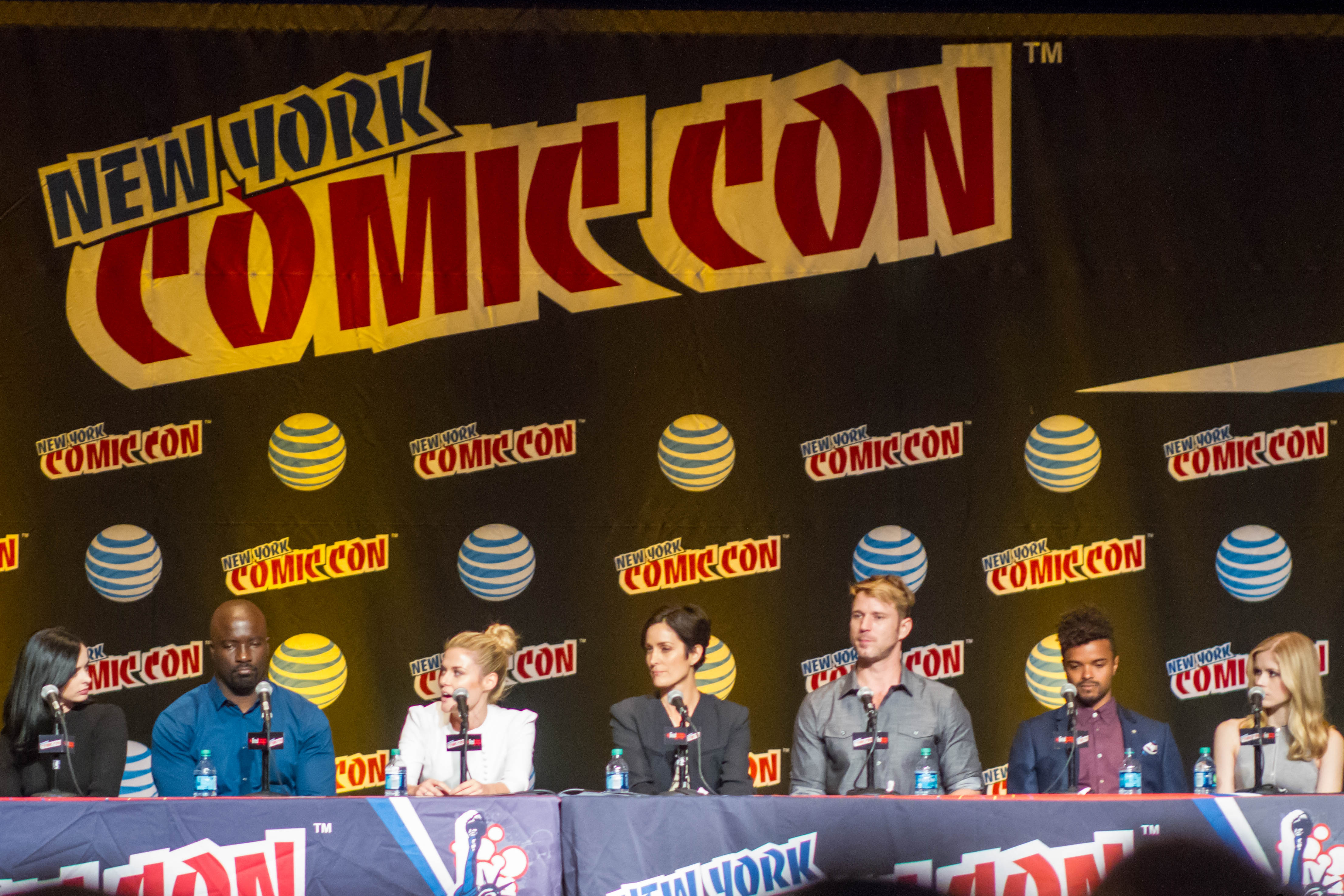
Krysten Ritter, Mike Colter, Rachael Taylor, Carrie-Anne Moss, Wil Traval, Eka Darville i Erin Moriarty na New York Comic Conie w 2015 roku

Jessica Jones była promowana przez obsadę i showrunnerkę serialu podczas New York Comic Conu w 2015 roku. 7 października 2015 roku Marvel Comics wydało komiks powiązany zatytułowany Marvel’s Jessica Jones, za który odpowiadali Brian Michael Bendis, Michael Gaydos i David Mack. Zwiastuny do pierwszego sezonu pojawiły się 23 października i 10 listopada 2015 roku. 7 lutego 2018 roku udostępniono zwiastun drugiego sezonu, natomiast 6 czerwca 2019 roku zaprezentowano zwiastun trzeciego sezonu.
17 listopada 2015 roku odbył się uroczysty pokaz pierwszych dwóch odcinków pierwszego sezonu w Nowym Jorku. 7 marca 2018 roku odbyła się premiera drugiego sezonu również w Nowym Jorku, a 28 maja 2019 roku – trzeciego sezonu w Los Angeles. W wydarzeniach tych uczestniczyła obsada i ekipa produkcyjna serialu oraz zaproszeni specjalni goście, między innymi aktorzy z innych produkcji Filmowego Uniwersum Marvela. Premierom tym towarzyszył czerwony dywan oraz szereg konferencji prasowych.
Ze względu na mroczniejszy ton serialu Disney Consumer Products stworzył niewielką linię produktów, by zaspokoić potrzeby bardziej dorosłej publiczności. Paul Gitter z Marvel Licensing, wyjaśnił, że w przypadku produktów dla Hot Topic skoncentrowali się bardziej na nastolatkach i dorosłych niż na bardzo młodych ludziach. Dodatkowo w celu wsparcia serii stworzono program gadżetów „Marvel Knights”. Mimo że nie był to projekt filmowy, partnerzy licencyjni chcieli współpracować z Marvelem, biorąc pod uwagę jego wcześniejsze sukcesy.

## Odbiór

### Krytyka w mediach
| Sezon | Sezon | Rotten Tomatoes   | Metacritic       |
| ----- | ----- | ----------------- | ---------------- |
|       | 1     | 94% (81 recenzji) | 81 (32 recenzje) |
|       | 2     | 82% (89 recenzji) | 70 (19 recenzji) |
|       | 3     | 73% (41 recenzji) | 65 (7 recenzji)  |

Pierwszy sezon serialu spotkał się z pozytywną oceną krytyków: „Jessica Jones zbudowała wieloaspektowy dramat wokół wciągającej antybohaterki, tworząc prawdopodobnie najsilniejszą jak dotąd franczyzę telewizyjną Marvela”. W serwisie Rotten Tomatoes 94% z 81 recenzji uznano za pozytywne, a średnia ocen wystawionych na ich podstawie wyniosła 8,2/10. Na portalu Metacritic średnia ważona ocen z 32 recenzji wyniosła 81 punktów na 100.
Drugi sezon serialu otrzymał również pozytywne recenzje: „Chociaż Jessica Jones jest wolniejsza i mniej skupiona niż w sezonie inauguracyjnym, nowe jej wątki postaci bardziej ukazują najbardziej charyzmatyczną Defenderkę”. W serwisie Rotten Tomatoes 82% z 89 recenzji uznano za pozytywne, a średnia ocen wystawionych na ich podstawie wyniosła 7/10. Na portalu Metacritic średnia ważona ocen z 19 recenzji wyniosła 70 punktów na 100.
Trzeci sezon serialu spotkał się z przeważnie pozytywną oceną: „Nawet jeśli nie jest to najbardziej satysfakcjonujący finał w całej epoce Marvel Television, ostatni rozdział Jessiki Jones kończy się mocno, dając skomplikowanej bohaterce przestrzeń do zmiany, a Krysten Ritter ostatnią szansę na wykorzystanie swojej sarkastycznej magii”. W serwisie Rotten Tomatoes 73% z 41 recenzji uznano za pozytywne, a średnia ocen wystawionych na ich podstawie wyniosła 6,5/10. Na portalu Metacritic średnia ważona ocen z 7 recenzji wyniosła 65 punktów na 100.

### Analizy
Libby Hill z „Los Angeles Times” skomentowała, jak Jessica Jones zdemaskowała współczesny seksizm i mizoginię poprzez użycie przez Kilgrave’a wyrażenia „uśmiechnij się” (smile), nazywając pierwszy sezon „najbardziej nieszkodliwą i wnikliwą krytyką kulturową” w dotychczasowej historii Marvela. Hill porównała scenę, w której Kilgrave prosi Jones o uśmiech i jej życzliwość, do „podobnych scenariuszy, opartych na dobrych intencjach, które od czasu do czasu rozgrywają się w prawdziwym świecie”, z których wiele przybiera formę molestowania ulicznego ze względu na płeć, z czym spotyka się wiele kobiet. Hill dodała również, że „Kilgrave służy jako przesadne przedstawienie postrzeganej zgody” ze względu na odpowiedź, której udziela on Jessice w dalszej części sezonu, mówiąc, że nigdy nie wie, czy ktoś robi to, czego chce, lub co kazał zrobić. Dochodzi do wniosku, że „Jessica Jones jest rewolucjonistyczna, ponieważ uznając przypadkową mizoginię i wyolbrzymiając najbardziej destrukcyjne tendencje, obnaża wszechobecną toksyczność. Robi to wszystko bez robienia serialu politycznym, zamiast tego opiera się na świadomości, że większość kobiet będzie utożsamiać się z subtelnościami jego założeń”. Amy C. Chambers z The Science and Entertainment Laboratory zauważyła, że serial w jeszcze większym stopniu odszedł od seksizmu niż w komiksach, zmieniając zdolności Kilgrave’a z opartych na fermonach, mających wpływ na kobiety, na wirus, która wpływa na wszystkich bez względu na płeć, wskazując, że „bezsilność nie zależy od płci”.

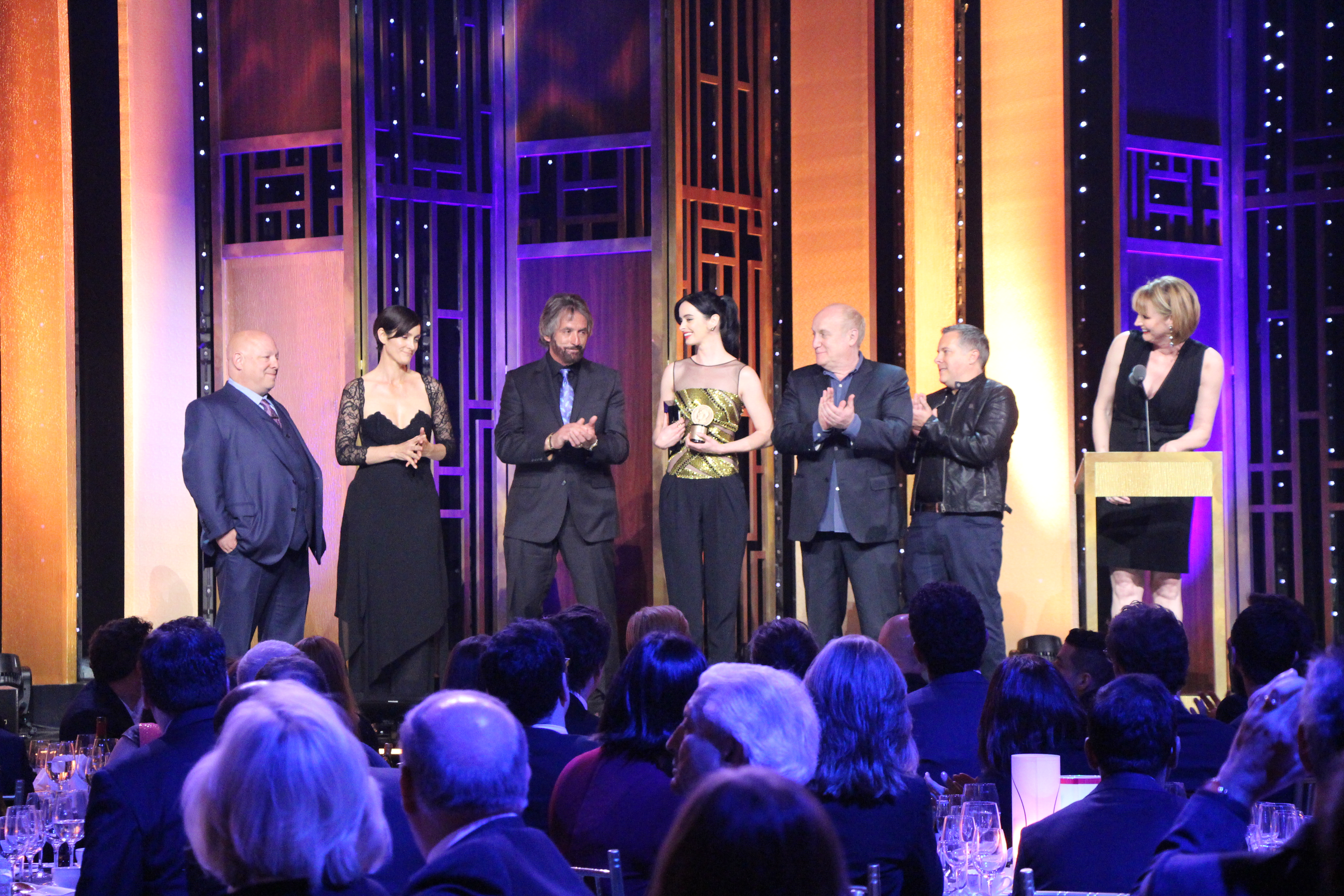
Krysten Ritter, Carrie-Anne Moss, Jeph Loeb, Brian Michael Bendis i Melissa Rosenberg podczas ceremoni wręczenia nagród Peabody w 2016 roku

Kwame Opam z The Verge zdecydował się przeanlizować kwestie gwałtu i zgody w serialu. Porównując Jessicę Jones z innymi serialami telewizyjnymi poruszających temat gwałtu (Gra o tron, Orange Is the New Black i Outlander), Opam stwierdził, że „ponieważ gwałt jest jednym z głównych tematów serialu, nigdy nie musimy go widzieć [...] gwałt jest podstawową częścią tekstu i jego obecność jest stała. Nawet jeśli jest niewidoczny, zawsze tam jest. Uważał również, że w pierwszym sezonie poświęcono czas na zbadanie, jak dochodzi do gwałtu i co to oznacza, szczególnie w kontekście władzy i zgody. Podsumował, że „Jessica Jones odkrywa na nowo temat gwałtu, traktując go jako złożony temat warty zbadania, a nie jako elemnt pikanterii dla tej historii [...] nie musimy już tego oglądać, by zrozumieć, jak bardzo jest to brutalne. Może lepiej spożytkujmy naszą energię na głębokie myślenie o tym, dlaczego w ogóle to się dzieje”. Lili Loofbourow z „The Guardian” zwróciła uwagę na komplikacje, jakie pojawiają się, kiedy Kilgrave mówi swoim ofiarom, jak mają się czuć, a nie tylko jak się zachować. Stwierdza, że „bez względu na to, jak wyjątkowa wydaje się moc Kilgrave’a, moralne bagno, jakie wywołuje, jest aż nazbyt powszechne. To stan ofiary gwałtu, która podczas napaści miała orgazm. To stan żołnierza wyszkolonego do zabijania, gdy podejrzewa, że jego cele są niewinne. To stan maltretowanej kobiety, która wraca do sprawcy i pozostaje z nim z własnej woli. Jest to stan, kiedy każda osoba, która zgadza się, niezależnie od kontekstu, wyraziła zgodę na rezygnację ze zgody w przyszłości”. Loofbourow zwróciła uwagę również na postać Willa Simpsona, porównując jego zwiększającą siłę czerwoną pigułkę do ruchów antyfeministycznych, które reperezentowane są między innymi przez czerwoną pigułkę.

### Nagrody
| Rok  | Ceremonia                           | Kategoria                                        | Nominowani                                                                                       | Rezultat | Przypis |
| ---- | ----------------------------------- | ------------------------------------------------ | ------------------------------------------------------------------------------------------------ | -------- | ------- |
| 2015 | TVLine’s Performer of the Week      | Występ w odcinku „Alias Jesteś zwycięzcą”        | Krysten Ritter                                                                                   | Wygrana  | [ 190 ] |
| 2016 | Peabody Awards                      | Najlepszy program rozrywkowy                     | Jessica Jones                                                                                    | Wygrana  | [ 191 ] |
| 2016 | Webby Awards                        | Najlepsza aktorka                                | Krysten Ritter                                                                                   | Wygrana  | [ 192 ] |
| 2016 | Glamour Awards                      | Najlepsza międzynarodowa aktorka                 | Krysten Ritter                                                                                   | Wygrana  | [ 193 ] |
| 2016 | Hugo Awards                         | Najlepsza prezentacja dramatyczna – krótka forma | Michael Rymer, Scott Reynolds, Melissa Rosenberg, Jamie King (za odcinek „Alias Uśmiechnij się”) | Wygrana  | [ 194 ] |
| 2016 | Primetime Creative Arts Emmy Awards | Najlepszy oryginalny temat muzyczny              | Sean Callery                                                                                     | Wygrana  | [ 195 ] |